# Volta ao País Basco de 2007
A 47.ª edição da Volta ao País Basco, disputada entre 9 e 14 de abril de 2007, esteve dividida em 6 etapas para um total de 863 km. A corrida começou na localidade de Villarreal de Urrechua e concluiu em Oyarzun.
Participaram 23 equipas: os 20 de categoria UCI ProTour (ao ser obrigada sua participação); mais 3 espanhóis de categoria Profissional Continental mediante convite da organização (Relax-GAM, Karpin Galiza e Fuerteventura-Canarias). Formando assim um pelotão de 184 corredores com 8 ciclistas a cada equipa.

## Etapas
| Etapa | Data     | Percurso                                              | km       | Vencedor       | Líder          |
| ----- | -------- | ----------------------------------------------------- | -------- | -------------- | -------------- |
| 1.ª   | 09/04/07 | Villarreal de Urrechua-Villarreal de Urrechua         | 139      | Juan José Cobo | Juan José Cobo |
| 2.ª   | 10/04/07 | Villarreal de Urrechua-Carranza (Grutas de Pozalagua) | 191,5    | Manuel Beltrán | Juan José Cobo |
| 3.ª   | 11/04/07 | Carranza-Vitoria-Gasteiz                              | 173,5    | Ángel Vicioso  | Ángel Vicioso  |
| 4.ª   | 12/04/07 | Vitoria-Gasteiz-Lecumberri                            | 176      | Jens Voigt     | Ángel Vicioso  |
| 5.ª   | 13/04/07 | Lecumberri-Oyarzun                                    | 169      | Juan José Cobo | Juan José Cobo |
| 6.ª   | 14/04/07 | Oyarzun-Oyarzun                                       | 14 (CRI) | Samuel Sánchez | Juan José Cobo |

## Classificações finais
| \| 1. \| Juan José Cobo \| 21h 56' 38" \| \| 2. \| Ángel Vicioso \| + 37" \| \| 3. \| Samuel Sánchez \| + 1' 16" \| \| 4. \| Damiano Cunego \| + 2' 26" \| \| 5. \| Alejandro Valverde \| + 2' 42" \| \| 6. \| Davide Rebellin \| + 2' 50" \| \| 7. \| Tadej Valjavec \| + 2' 57" \| \| 8. \| Frank Schleck \| + 3' 13" \| \| 9. \| Joaquim Rodríguez \| + 3' 21" \| \| 10. \| Koldo Gil \| + 3' 41" \| |                    |             |
| 1. | Juan José Cobo     | 21h 56' 38" |
| 2. | Ángel Vicioso      | + 37"       |
| 3. | Samuel Sánchez     | + 1' 16"    |
| 4. | Damiano Cunego     | + 2' 26"    |
| 5. | Alejandro Valverde | + 2' 42"    |
| 6. | Davide Rebellin    | + 2' 50"    |
| 7. | Tadej Valjavec     | + 2' 57"    |
| 8. | Frank Schleck      | + 3' 13"    |
| 9. | Joaquim Rodríguez  | + 3' 21"    |
| 10. | Koldo Gil          | + 3' 41"    |

| \| 1. \| Juan José Cobo Acebo \| 78 p. \| \| 2. \| Samuel Sánchez \| 71 p. \| \| 3. \| José Ángel Gómez Marchante \| 59 p. \| |                            |       |
| 1. | Juan José Cobo Acebo       | 78 p. |
| 2. | Samuel Sánchez             | 71 p. |
| 3. | José Ángel Gómez Marchante | 59 p. |

| \| 1. \| Aitor Hernández \| 53 p. \| \| 2. \| Manuel Beltrán \| 40 p. \| \| 3. \| Mikel Astarloza \| 39 p. \| |                 |       |
| 1. | Aitor Hernández | 53 p. |
| 2. | Manuel Beltrán  | 40 p. |
| 3. | Mikel Astarloza | 39 p. |

| \| 1. \| Iker Flores \| 9 p. \| \| 2. \| Jens Voigt \| 9 p. \| \| 3. \| Mikel Artetxe \| 8 p. \| |               |      |
| 1.                                                                                               | Iker Flores   | 9 p. |
| 2.                                                                                               | Jens Voigt    | 9 p. |
| 3.                                                                                               | Mikel Artetxe | 8 p. |

| \| 1. \| Saunier Duval-Prodir \| 65h 55' 37" \| \| 2. \| Caisse d'Epargne \| + 10' 29" \| \| 3. \| Lampre-Fondital \| + 10' 53" \| |                      |             |
| 1. | Saunier Duval-Prodir | 65h 55' 37" |
| 2. | Caisse d'Epargne     | + 10' 29"   |
| 3. | Lampre-Fondital      | + 10' 53"   |